# Glossogyne
Glossogyne es un género de plantas fanerógamas perteneciente a la familia de las asteráceas. Comprende 18 especies descritas y  solo 2 aceptadas.

## Taxonomía
El género fue descrito por Alexandre Henri Gabriel de Cassini y publicado en Dictionnaire des Sciences Naturelles [Second edition] 51: 475. 1827. La especie tipo es: Bidens tenuifolia Labill., actualmente un sinónimo de Glossocardia bidens (Retz.) Veldkamp

## Especies aceptadas
A continuación se brinda un listado de las especies del género Glossogyne aceptadas hasta junio de 2012, ordenadas alfabéticamente. Para cada una se indica el nombre binomial seguido del autor, abreviado según las convenciones y usos.
- Glossogyne condorensis Gagnep.
- Glossogyne integrifolia Gagnep.